# Salix opsimantha
Salix opsimantha — вид квіткових рослин із родини вербових (Salicaceae).

## Морфологічна характеристика
Це невеликий кущ до 50 см заввишки. Гілочки в молодості червоно-коричневі, рідко ворсинчасті, в зрілому віці тьмяно-коричневі, голі. Листкова ніжка 5–15 мм, запушена; листкова пластинка обернено-яйцеподібна, еліптична чи довгаста, 1.5–3.5 × 1–1.8 см, абаксіально (низ) зеленувата, біло ворсинчаста в молодості, потім ± гола, адаксіально тьмяно-зелена, блискуча, гола чи запушена вздовж середньої жилки, край нечітко розріджено-залозисто-пилчастий, верхівка гостра чи тупа. Чоловічі сережки кінцеві, 2–3 см, з листочками біля основи. Жіночі сережки схожі.

## Середовище проживання
Від Східного Тибету до Китаю (Західна Сичуань, Північний Захід Юньнань). Населяє гори; на висотах 3200–4800 метрів.